# Maharînți, Kozeatîn
Maharînți (în ucraineană Махаринці) este o comună în raionul Kozeatîn, regiunea Vinnița, Ucraina, formată numai din satul de reședință.

## Demografie
Componența lingvistică a satului Maharînți
     Ucraineană (98,92%)
     Alte limbi (1,08%)
Conform recensământului din 2001, majoritatea populației satului Maharînți era vorbitoare de ucraineană (98,92%), existând în minoritate și vorbitori de alte limbi.